# Chris Achilleos
Christos Achilleos (ur. w 1947 w Famaguście, zm. 6 grudnia 2021) – brytyjski artysta grafik, malarz i ilustrator specjalizujący się w twórczości fantasy. Z pochodzenia był cypryjskim Grekiem.

## Życiorys
Urodził się w 1947 w Famaguście na Cyprze. Jego rodzina wyemigrowała do Wielkiej Brytanii w 1959 r., tam uczęszczał do Hornsey College of Art w Londynie.
Znany jest przede wszystkim z tworzenia okładek książek, płyt, czasopism (w tym dla polskiego miesięcznika „Fantastyka”), gier video, ale także posterów. Współpracował m.in. z Rayem Harryhausenem, Ronem Howardem czy George’em Lucasem. Współtworzył warstwę plastyczną filmów Heavy Metal, Willow czy Król Artur.
Zmarł 6 grudnia 2021.

## Twórczość
Jego twórczość zebrana została w kilku albumach:
- Beauty and the Beast (1978)
- Sirens (1986), wyd. polskie Syreny. Album ilustracji Chrisa Achilleosa, przeł. Jacek Manicki, Wydawnictwo Amber 1991[4]
- Medusa (1988)
- Amazona (2004)